# Écluse de Burnt Mill
Pour les articles homonymes, voir Burnt.

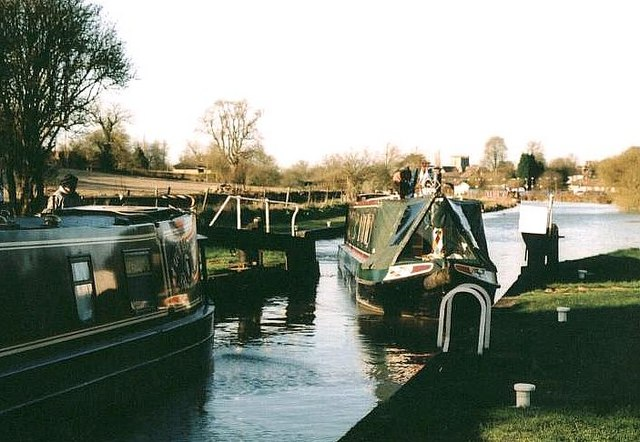
Écluse de Burnt Mill

L’écluse de Burnt Mill est une écluse sur le canal Kennet et Avon, à Bedwyn, dans le Wiltshire, en Angleterre.
L’écluse de Bedwyn Church a été construite entre 1718 et 1723 sous la supervision de l'ingénieur John Hore de Newbury. Le canal est administré par la British Waterways. L’écluse permet de franchir un dénivelé de 2,36 m (7 pi 9 po).